# Hateplow
Hateplow (oft auch Hate Plow oder HatePlow) ist eine US-amerikanische Death-Metal-Supergroup aus Fort Lauderdale, Florida, die im Jahr 1994 gegründet wurde.

## Geschichte
Im Jahr 1994 gründete Malevolent-Creation-Gitarrist Phil Fasciana, Gitarrist Rob Barrett (Ex-Cannibal Corpse) und Schlagzeuger Larry Hawke die Band. Sänger Kyle Symons und Ex-Revenant-Bassist Tim Scott traten der Band bei. Die Band war zunächst nur ein Nebenprojekt aller Mitglieder und wurde ab dem Jahr 1999, nach dem Ausstieg von Barrett bei Cannibal Corpse, ernsthaft betrieben. Am 24. Mai 1997 wurde Schlagzeuger Hawke tot in seinem Haus aufgefunden. Larry Hawke starb durch eine Rauchvergiftung, verursacht durch einen Brand in seinem Haus. Das Debütalbum Everybody Dies wurde im Jahr 1998 veröffentlicht, wobei Hawke noch am Schlagzeug zu hören. Die folgenden drei Jahre konnte die Band bedingt durch den Tod von Hawke und das Ausscheiden Tim Scott an keinen weiteren Liedern arbeiten. Im Jahr 2000 stieß Schlagzeuger Dave Culross (Malevolent Creation, ex-Suffocation) zur Band. Zusammen mit Bassist Doug Humlack wurde das zweite Album The Only Law Is Survival veröffentlicht. Die Band hielt zwei Touren durch Europa: Die erste im Jahr 2001 mit dem neuen Bassisten Julian Hollowell und im Jahr in 2003, wobei die Band auf dem Fuck the Commerce in Deutschland Headliner war.

## Stil
Die Band spielt klassischen, US-amerikanischen Death Metal. Vergleichbar ist die Band mit den Gruppen der Bandmitglieder: Malevolent Creation und Cannibal Corpse, jedoch auch Napalm Death oder Terrorizer.

## Diskografie
- 1996: Demo (Demo, Eigenveröffentlichung)
- 1998: Everybody Dies (Album, Pavement Music)
- 2000: The Only Law is Survival (Album, Pavement Music)
- 2004: Moshpit Murder (Kompilation, Arctic Music Group)